# Arzum Onan
Arzum Onan, (Ankara, 31 d'octubre de 1973), Miss Europa el 1993, és una actriu i model turca. Està casada amb l'actor turc Mehmet Aslantuğ des de 1996, i la parella té un fill, Can.